# ИСДМ-Рослесхоз
Информационная система дистанционного мониторинга лесных пожаров Федерального агентства лесного хозяйства (ИСДМ-Рослесхоз) — федеральная государственная информационная система дистанционного мониторинга лесных пожаров. Предназначена для мониторинга лесных пожаров, а также контроля достоверности сведений о таких пожарах, поступающих от региональных диспетчерских служб.

## Краткое описание
«ИСДМ-Рослесхоз» является распределенной информационной системой, состоящей из нескольких блоков и подсистем, которые физически располагаются в центральном (г. Пушкино Московской области) и региональных информационных узлах (г. Москва, Новосибирск, Хабаровск, г. Красноярск). Имеется также резервный узел в ИКИ РАН, на котором также тестируются модернизированные элементы системы.
Главной особенностью «ИСДМ-Рослесхоз» является комплексный анализ информации, связанной с лесными пожарами, которая поступает из разных источников (метеорологическая информация, данные о результатах наземного и авиационного мониторинга, поступающие от региональных лесопожарных служб и данные космического мониторинга).
При этом, основой системы мониторинга являются данные дистанционного зондирования Земли. Это позволяет формировать однородную, независимую от человеческого фактора информацию о лесных пожарах. К уникальной особенности системы можно отнести наличие своеобразной обратной связи, когда в «ИСДМ-Рослесхоз» поступает информация о подтверждении или опровержении сведений о загораниях, зарегистрированных из космоса.
Официально утверждены ряд методик применения данных «ИСДМ-Рослесхоз», в первую очередь для контроля достоверности сведений о пожарной опасности в лесах и лесных пожаров. Таким образом «ИСДМ-Рослесхоз» интегрирована в организационную систему охраны лесов от пожаров России.

## История создания
C середины 1990-х годов Минприроды России, Рослесхозом, РАН, а также международными фондами РФФИ и TASIS финансировали создание элементов будущей системы космического мониторинга пожаров. Для оперативного мониторинга лесных пожаров использовались спутники США метеорологического назначения серии NOAA.
Информация с этих спутников передавалась по радиолиниям в трех форматах: HRPT, APT и DSB. В формате HRPT передается вся информация, собираемая бортовым измерительным комплексом, и служебные данные. Для приема в формате HRPT используются в основном станции Унискан, производства ИТЦ «СканЭкс». Станция получает изображение окружающей ее территории 8 — 12 раз в сутки. В формате APT передаются изображения только двух спектральных каналов AVHRR с загрубленным пространственным (примерно до 3 км) и радиометрическим (до 8 бит) разрешением. Для приема в формате APT предназначены станции Лиана. В формате DSB передается информация только с низкоинформативных датчиков (без AVHRR). Полоса обзора радиометра AVHRR составляет порядка 2400 км на местности, пространственное разрешение в подспутниковой точке — 1,1 км, к краям снимка разрешение ухудшается до нескольких км .
Основным способом импорта результатов обработки спутниковой информации в ГИС мониторинга лесных пожаров было создание табличных файлов в ASCII формате. Результат детектирования очагов лесных пожаров преобразовывается в табличные формы непосредственно при обработке спутниковых данных и передается в ГИС уже в ASCII формате известной структуры.
Первые центры приема и обработки спутниковой информации в интересах лесного хозяйства были созданы на Центральной (г. Пушкино) и Иркутской базе авиационной охраны лесов в 2000 году. Уже в начале двухтысячных многие регионы России начали использовать данные космического мониторинга лесных пожаров на своей территории. 
Так, государственная лесная служба Управления природных ресурсов и охраны окружающей среды МПР России по Республике Тыва начала эксплуатировать систему дистанционного зондирования территории, основанную на анализе космических снимков, сделанных со спутника NOAA, с 2001 года. Для организации оперативного обнаружения лесных пожаров лесная служба республики ежедневно получала информацию по состоянию и прогнозированию возникновения чрезвычайных ситуаций, которая содержала таблицу термически активных точек с координатами, распределение очагов возникновения пожаров по районам республики, метеорологические данные и уточненные контуры гарей. В 2001 году 57% (363 случая) всех лесных пожаров в республике и практически все пожары на отдаленных территориях были обнаружены спутниковой системой. В 2002 году сильнейшие пожары опустошили около 6% территории Тывы (более 1 млн га). 426 лесных пожаров (<76 %) было обнаружено при использовании системы космического мониторинга. Использование ГИС лесопожарного мониторинга позволило существенно сократить затраты на авиационное патрулирование, а высвободившиеся средства направить на ликвидацию лесных пожаров. За два года экономический эффект от использования спутниковой системы обнаружения лесных пожаров составил 326 тыс. долларов США.
В системе МЧС России мониторинг лесных пожаров ведет Центр приема и обработки авиационно-космической информации МЧС России, созданный на базе Федерального центра науки и высоких технологий ВНИИ ГОЧС. Информация о лесопожарной обстановке передается в Национальный центр управления в кризисных ситуациях (НЦУКС МЧС России), региональные центры МЧС России и, кроме того, дополнительно может предоставляться в органы власти, а также в городские и областные управления ГОЧС.
C середины двухтысячных годов в МЧС России для мониторинга лесных пожаров используются две системы: внутренний геопортал МЧС России «Космоплан», а также геоинформационный ресурс «Каскад», которые предназначены для отображения результатов космического мониторинга в картографическом интерфейсе.
В лесном хозяйстве в 2003 году были проведены работы по унификации отдельных элементов ранее разрабатываемых систем, что позволило в конце пожароопасного сезона ввести в опытную эксплуатацию «Информационную систему дистанционного мониторинга МПР РФ».
Система космического мониторинга создавалась большим консорциумом, в состав которого в различные периоды входили организации и институты Федерального агентства лесного хозяйства, Российской академии наук (РАН), Федеральной службы по гидрометеорологии и мониторингу окружающей среды (Росгидромет), организации других ведомств и частные предприятия. Все эти годы постоянно участвовали в создании, внедрении, эксплуатации и развитии системы, в частности, следующие организации: Институт космических исследований Российской академии наук (ИКИ РАН), ФБУ «Центральная база авиационной охраны лесов» (ФБУ «Авиалесоохрана»), Центр по проблемам экологии и продуктивности лесов РАН (ЦЭПЛ РАН), Институт солнечно-земной физики Сибирского отделения Российской академии наук (ИСЗФ СО РАН), Санкт-Петербургский научно-исследовательский институт лесного хозяйства (СПбНИИЛХ) и другие организации.
На первом этапе создания системы использовалась информация о площади лесных пожаров со спутников TERRA и AQUA, получаемая из центра университета штата Мэриленд (г. Вашингтон).
Данные поступали по всей территории России, однако задержка в поступлении этих данных могла достигать 12 — 20 ч. В дальнейшем, для оперативного получения данных стали использоваться российские специализированные центры приема и обработки спутниковых данных. Для этого, система обработки данных «СМИС-П» была адаптирована для обработки данных с прибора MODIS. Для детектирования пожаров в ней используется алгоритм MOD14.
Такие системы первоначально были установлены в НИЦ «Планета» (г. Москва) и в Дальневосточном региональном центре приема и обработки спутниковых данных (г. Хабаровск).
С 2004 система после модернизации была переименована в Информационную систему дистанционного мониторинга лесных пожаров Федерального агентства лесного хозяйства (ИСДМ-Рослесхоз), а в 2005 году был разработан и утвержден первый регламент работы системы, и она была введена в промышленную эксплуатацию. При этом Федеральное бюджетное учреждение "Центральная база авиационной охраны лесов «Авиалесоохрана»" стало оператором ИСДМ-Рослесхоз .
Были запущены дополнительные информационные узлы приема, обработки и распространения данных в Институте леса имени В. Н. Сукачёва СО РАН (Красноярск) и в Западно-Сибирском РЦПОД (г. Новосибирск).
В 2010 году в ФБУ «Авиалесоохрана» была установлена антенна Унискан-24, которая позволила повысить оперативность получения данных высокого разрешения за счет прямого приема данных со спутника SPOT-4.
В 2010 году ИСДМ-Рослесхоз внесена в реестр государственных информационных систем. 
Следует отметить так же, что с 2003 года ситуацию с лесными пожарами в регионах России стали отслеживать с борта МКС в рамках российской программы «Ураган», направленной на предотвращение глобальных катастроф. Специальная аппаратура для программы «Ураган» была разработана в Ракетно-космической корпорации «Энергия» . Вместе с тем, данные с указанной аппаратуры в ИСДМ-Рослесхоз не поступают и в интересах лесного хозяйства не используются из-за низкой эффективности обнаружения лесных пожаров.
В то же время, данные со всех действующих российских космических аппаратов дистанционного зондирования Земли из космоса, интегрированы в систему и широко используются для мониторинга лесных пожаров.

## Внешние ссылки
- ИСДМ-Рослесхоз Архивная копия от 10 августа 2015 на Wayback Machine
- Раздел ИСДМ-Рослесхоз на официальном сайте ФБУ «Авиалесоохрана» Архивная копия от 3 июля 2017 на Wayback Machine